# Isidor Gunsberg
Isidor Gunsberg (ur. 2 listopada 1854 w Budapeszcie, zm. 2 maja 1930 w Londynie) – brytyjski szachista węgierskiego pochodzenia.

## Biografia
Jako młody człowiek zarabiał na życie udając automat do gry w szachy (rozgrywał pokazowe partie sterując „automatem” Mephisto). W latach osiemdziesiątych XIX wieku był jednym z najsilniejszych graczy brytyjskich. Wygrał prestiżowe turnieje w Hamburgu (1885), w Londynie (1887) i w Bradford (1888). Zwycięstwo w meczu przeciwko Josephowi Blackburne'owi w 1887 roku w Bradford (+5 -2 =6) i remis z Michaiłem Czigorinem w 1890 roku w Hawanie (+9 -9 =5) zostały docenione przez ówczesnego mistrza świata Wilhelma Steinitza, który zaprosił Gunsberga do meczu o tytuł mistrza świata. Mecz odbył się w Nowym Jorku w 1890 roku i zakończył przegraną Gunsberga (+4 -6 =9). Był to pierwszy mecz w historii, w którym przegrany miał udział w nagrodzie pieniężnej (otrzymał tysiąc dolarów, Steinitz zainkasował dwa tysiące). Gunsberg był jedynym (przed Nigelem Shortem) brytyjskim szachistą, który uczestniczył w meczu o mistrzostwo świata.
W późniejszych latach Gunsberg grał już z mniejszą siłą. Redagował kącik szachowy w londyńskim dzienniku „London Daily News”. Wsławił się wygranym procesem w obronie własnych publikacji. W 1916 roku brytyjski Sąd Najwyższy w precedensowym wyroku uznał, że osiem przeoczeń w analizie partii szachów nie stanowi poważnego błędu analizy.